# Acicula douctouyrensis
Acicula douctouyrensis е вид охлюв от семейство Aciculidae.

## Разпространение и местообитание
Този вид е разпространен във Франция.
Обитава гористи местности и долини.